# 한진청정누리
한진청정누리는 한국원자력환경공단의 방사성 폐기물 운반선이다. 방사성 폐기물의 해상 운송은 한진과 제이케이엔지에서 수행한다. 1년 9항차로 한번에 1000드럼을 운송하여 연간 9000드럼의 방사성 폐기물을 월성원자력환경관리센터로 반입한다.

## 참고
한국방사성폐기물관리공단 보도자료
대선조선 제품현황